# 印度毛主义共产主义中心
印度毛主义共产主义中心是印度的一个已不存在的地下共产主义政党。1969年建立，2004年和印度共产党（马列）人民战争合并为印度共产党（毛主义）。

## 历史
1964年，被称为《思想》的六份系列文件发表。1966年卡奈·查特吉、阿穆利亚·森（Amulya Sen）等人开始出版《南国》（Dakshin Desh）杂志。《南国》一词遂被用于称呼此派。
1967年纳萨尔巴里起义后，《南国》派加入了查鲁·马宗达领导的共产主义革命者全印协调委员会。但1969年4月印度共产党（马列）成立时，未在该党内。1969年10月20日，该组织正式形成，取名为毛主义共产主义中心，简称毛共中心（MCC），创始人是卡奈·查特吉、阿穆利亚·森和钱德拉什卡尔·达斯（Chandrashekar Das）。虽然其运作和政党没有区别，但毛共中心认为自己是一个协调委员会而非政党。一些工会活动家加入了该组织。然而，尽管有多年的政治和武装活动，该组织未能在马哈尔丛林地区取得突破。1976年，它决定将其活动扩展到该国其他地区，开始在比哈尔邦东部开展活动。
卡奈·查特吉于1982年逝世。他死后，毛主义共产主义中心内部分裂。
1993年9月，毛主义共产主义中心、印度共产党（马列）人民战争和印度共产党（马列）党团结决定协调他们的斗争，建立了全印人民抵抗论坛。1994年3月21日，全印人民抵抗论坛举行了群众大会，参加人数约为10万人。
2003年1月，毛主义共产主义中心和印度革命共产主义中心（毛主义）合并为印度毛主义共产主义中心（Maoist Communist Centre of India），普拉尚·博斯为总书记。同年5月19日，印度共产党（马列）第二中央委员会的一派并入该党。2004年9月21日，该党和印度共产党（马列）人民战争合并为印度共产党（毛主义）。